# Stara Sil
Stara Sil (ukrainisch Стара Сіль; russisch Старая Соль/Staraja Sol, polnisch Stara Sól oder älter Starasól) ist eine Siedlung städtischen Typs im Rajon Sambir der Oblast Lwiw im Westen der Ukraine südwestlich der Oblasthauptstadt Lemberg am Fuße der Waldkarpaten gelegen.

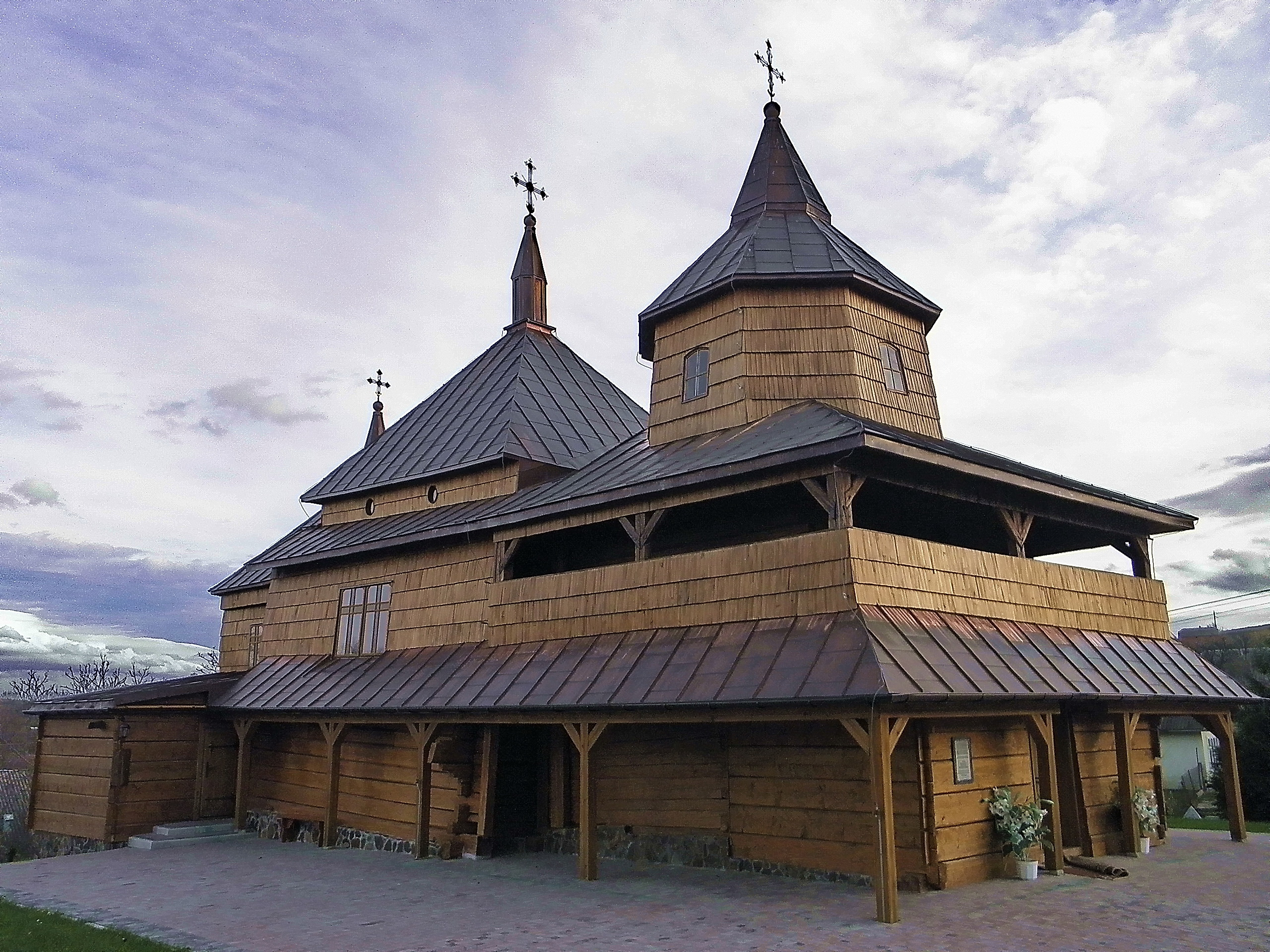
Kirche im Ort

Am 12. Juni 2020 wurde die Siedlungsratsgemeinde Stara Sil, zu der auch die Dörfer Stara Ropa (Стара Ропа) und Twari (Тварі) gehörten,  aufgelöst und die Orte ein Teil der Stadtgemeinde Staryj Sambir (Старосамбірська міська громада/Starosambirska miska hromada), die Stadt Staryj Sambir liegt etwa 5 Kilometer südlich.

## Geschichte
Der Ort wurde 1255 zum ersten Mal schriftlich erwähnt und erhielt 1421 civitatem seu opidum dictum Zalczbork alio nomine Slone circa zuppas salis Solony et Olchowy Pothok das Magdeburger Stadtrecht. Der deutsche Name Salzburg (alle Nebennamen waren vom Salz abgeleitet) deutete auf einen bedeutenden Anteil deutscher Bewohner. Der polnische erste Ortsname Słone war vom Adjektiv słony – salzig (ukrainisch sołonyj mit dem Volllaut, siehe Solony im Dokument aus 1421; altruthenisch sol > ukrainisch sil) abgeleitet und wurde zu Schol im Jahr 1508 zu Sol (1599) und Stara Sol (alte Salze). Schon vor der Gründung der Stadt gab es im Ort eine orthodoxe Kirche, die römisch-katholische Kapelle wurde 1469 zu einer Kirche. Die Stadt verfiel im 17. Jahrhundert. Im frühen 18. Jahrhundert wurden die letzten Salzsiedereien erschlossen. Von 1774 bis 1918 gehörte die Stadt unter seinem polnischen Namen Stara Sól zum österreichischen Kronland Galizien und war von 1854 bis 1867 Sitz einer Bezirkshauptmannschaft, danach wurde der Bezirk auf die Bezirke Sambor, Staremiasto und Przemysl aufgeteilt sowie ein Bezirksgericht des späteren Bezirks Stary Sambor eingerichtet.
Nach dem Ende des Ersten Weltkrieges kam der mehrheitlich polnische Ort zu Polen (in die Woiwodschaft Lwów, Powiat Sambor), wurde im Zweiten Weltkrieg 1939 bis 1941 von der Sowjetunion und dann bis 1944 von Deutschland besetzt und hier in den Distrikt Galizien eingegliedert. Während der sowjetischen Besetzung wurde der Stara Sil der Status einer Siedlung städtischen Typs verliehen. Nach dem Krieg kam es zum Austausch der Polen aus der Stadt für Ukrainer aus Polen.
Nach dem Ende des Krieges wurde der Ort der Sowjetunion zugeschlagen, dort kam das Dorf zur Ukrainischen SSR und ist seit 1991 ein Teil der heutigen Ukraine.